# Пис (коммуна)
Пис (фр. Pis) — коммуна во Франции, находится в регионе Юг — Пиренеи. Департамент — Жер. Входит в состав кантона Флёранс. Округ коммуны — Кондом.
Код INSEE коммуны — 32318.

## География
Коммуна расположена приблизительно в 580 км к югу от Парижа, в 65 км западнее Тулузы, в 19 км к северо-востоку от Оша.

## Климат
Климат умеренно-океанический. Лето жаркое и немного дождливое, температура часто превышает 35 °С. Зимой часто бывает отрицательная температура и ночные заморозки. Годовое количество осадков — 700—900 мм.

## Население
Население коммуны на 2010 год составляло 94 человека.
| 1962 | 1968 | 1975 | 1982 | 1990 | 1999 | 2010 |
| ---- | ---- | ---- | ---- | ---- | ---- | ---- |
| 88   | 92   | 78   | 77   | 74   | 80   | 94   |

## Администрация
| Период | Период | Фамилия         | Партия | Примечания |
| ------ | ------ | --------------- | ------ | ---------- |
| 2001   | 2020   | Жозиан Лагардер |        |            |

## Экономика
В 2010 году среди 53 человек трудоспособного возраста (15-64 лет) 40 были экономически активными, 13 — неактивными (показатель активности — 75,5 %, в 1999 году было 74,6 %). Из 40 активных жителей работали 36 человек (19 мужчин и 17 женщин), безработных было 4 (3 мужчин и 1 женщина). Среди 13 неактивных 2 человека были учениками или студентами, 10 — пенсионерами, 1 был неактивным по другим причинам.